# Агриппа Фурий Фуз (консул)
Агриппа Фурий Фуз (лат. Agrippa Furius Fusus; V век до н. э.) — римский политический деятель из патрицианского рода Фуриев, консул 446 года до н. э.
Коллегой Агриппы Фурия по консульству был Тит Квинкций Капитолин Барбат. В начавшейся войне с вольсками и эквами Агриппа уступил верховное командование Титу Квинкцию. В решающем сражении он командовал левым крылом. Вернувшись в Рим с победой, консулы не стали требовать триумфа по неизвестной Ливию причине.